# Арабская диаспора в Германии
Арабская диаспора в Германии (араб. االجالية العربية في ألمانيا‎) — этническая группа арабов, живущих в Германии. Арабская диаспора образует вторую по величине группу иммигрантов-мусульман в Германии после турецкой диаспоры.
По состоянию на 2020 год общее количество жителей стран Лиги арабских государств в Германии достигло 1 401 950 человек. Большинство арабов переехали в Германию в 1970-х годах, частично в качестве гастарбайтеров из Марокко, турецкой провинции Мардин и Туниса. Позже многие прибыли из Кувейта, Ливана, Египта, а недавно многие приехали из Сирии и Ирака. Большинство арабов являются беженцами от конфликтов на Ближнем Востоке. Первой известной арабо-немкой была Эмили Рюте, родившаяся в 1844 году, первоначально Сеида Сальме, принцесса Занзибара, которая забеременела от немца, который был её соседом. Опасаясь возмездия, она сбежала с ним в Германию, приняла христианство и вышла за него замуж. Позже она опубликовала свою автобиографию «Мемуары арабской принцессы».

## Географическое расселение
Наибольшая концентрация арабов в Германии в Берлине, где они составляют 2-3 % (135 000 человек) населения. Этот процент значительно выше в берлинских районах Нойкёльн, Кройцберг и Гезундбруннен. Другие значительные центры арабского населения в Германии это в столичном регионе Рейн-Рур, Франкфурте, Мюнхене, Ганновере и Гамбурге. Большинство арабов проживают в городских районах и городах бывшей Западной Германии. Единственный город в бывшей Восточной Германии со значительным количеством арабов — Лейпциг, где люди любого арабского происхождения составляют 0,8 % от общей численности населения (4000 из 522 800). Среди округов Германии с наибольшей долей арабских мигрантов в 2011 году особенно были города Франкфуртского столичного региона Рейн-Майн (Франкфурт, Оффенбах) и Рейнской области (Бонн, Дюссельдорф) с большими группами марокканских мигрантов.
| №    | Страна рождения   | Население (2015 г.) | Население (2016 г.) | Население (2017 г.) | Население (2020 г.) |
| ---- | ----------------- | ------------------- | ------------------- | ------------------- | ------------------- |
| 1.   | Сирия             | 366 556             | 637 845             | 698 950             | 818 460             |
| 2.   | Ирак              | 136 399             | 227 195             | 237 365             | 259 500             |
| 3.   | Марокко           | 72 129              | 75 855              | 75 620              | 79 725              |
| 4.   | Ливан             | 37 160              | 41 445              | 41 375              | 41 090              |
| 5.   | Сомали            | 23 350              | 33 900              | 38 675              | 47 495              |
| 6.   | Тунис             | 30 696              | 32 900              | 34 140              | 38 405              |
| 7.   | Египет            | 22 979              | 26 915              | 29 600              | 37 430              |
| 8.   | Алжир             | 20 505              | 21 320              | 19 845              | 19 160              |
| 9.   | Ливия             | 13 123              | 14 265              | 14 805              | 14 900              |
| 10.  | Иордания          | 10 041              | 10,755              | 11 520              | 13 340              |
| 11.  | Судан             | 7,145               | 7,715               | 7760                | 7,605               |
| 12.  | Йемен             | 4150                | 4870                | 5540                | 7845                |
| 13.  | Саудовская Аравия | 6,207               | 5,835               | 5,350               | 4665                |
| 14.  | Палестина         | 2531                | 3470                | 3770                | 4540                |
| 15.  | ОАЭ               | 3551                | 4185                | 3715                | 2260                |
| 16.  | Кувейт            | 3043                | 3845                | 3310                | 2525                |
| 17.  | Катар             | 1047                | 1085                | 1060                | 1025                |
| 18.  | Мавритания        | 704                 | 750                 | 740                 | 770                 |
| 19.  | Оман              | 620                 | 600                 | 540                 | 435                 |
| 20.  | Бахрейн           | 390                 | 435                 | 480                 | 545                 |
| 21.  | Джибути           | 104                 | 125                 | 135                 | 160                 |
| 22.  | Коморские острова | 68                  | 80                  | 70                  | 70                  |
| Σ 22 | Σ 22              | 762 498             | 1 155 390           | 1 234 635           | 1 401 950           |

## Семьи замешанные в преступлениях
Кланы ближневосточного происхождения организовали параллельные общества в Берлине и Бремене, где они поддерживают себя преступностью. По оценкам полиции, в Берлине создано 20 расширенных семей, каждая из которых насчитывает до 500 членов, но не все члены семьи замешаны в преступлениях. По данным Landeskriminalamt, треть всех судебных разбирательств против организованной преступности касается членов кланов. Около половины подозреваемых в клане имели немецкий паспорт.
В январе 2019 года 1300 полицейских приняли участие в операции против арабских преступных семей в Эссене, Дуйсбурге, Бохуме, Дортмунде, Рекклингхаузене и Гельзенкирхене. Это была крупнейшая полицейская операция в истории земли Северный Рейн-Вестфалия.